# 아미르 알무미닌
아미르 알무미닌(아랍어: أَمِير ٱلْمُؤْمِنِين)은 무슬림들의 사령관을 뜻하는 아랍어 단어로, 칼리파의 또 다른 호칭이다. 정통 칼리파국의 제2대 칼리파인 아부 바크르가 이 호칭을 처음으로 사용하였다.